# غلام‌محمد محمدی
غلام‌محمد محمدی (زاده ۱۳۳۳ - درگذشت ۵ حمل ۱۴۰۲) پژوهشگر و تاریخ‌نگار اهل افغانستان بود که بر اثر سرطان درگذشت.

## زندگی
غلام‌محمد محمدی، پژوهشگر و تاریخ‌نگار اهل افغانستان، در سال ۱۳۳۳ در ولسوالی عنابه ولایت پنجشیر زاده شد. تحصیلات عالی خود را در رشته تاریخ و ادبیات در دانشگاه کابل به پایان رساند و در جریان جنگ‌های داخلی زخمی شد.
وی در طول هفت دهه زندگی، نزدیک به ۳۱ اثر علمی، چاپ‌شده و چاپ‌نشده از خود برجای گذاشت. به گفته خانواده، حسرت چاپ نشدن برخی از پژوهش‌های پایان‌یافته از دغدغه‌های آخر عمر او بود. او که از ۱۰ سال گذشته با بیماری سرطان دست‌وپنجه نرم می‌کرد، بیش از ده‌بار برای عمل جراحی به هند سفر کرد و در ۵ حمل ۱۴۰۲ در اثر بیماری درگذشت.

## دیدگاه
دیدگاه او دربارهٔ محمد داوود خان نخستین رئیس‌جمهور افغانستان:

سردار محمد داوود خان با دموکراسی، عدالت اجتماعی، حزب‌های سیاسی و مطبوعات کاملاً مخالف بود. هنگامی‌که به قدرت رسید، آزادی‌ها را محدود کرد، احزاب سیاسی را از میان برد، مطبوعات را سانسور کرد و از عامل‌های کودتا نیز همین‌ها بود.

وی از منتقدان مرز دیورند بود، او می‌گوید:

برخی‌ها دیورند را تحمیلی می‌گویند. در حالی که تحمیلی به آن معاهده‌ها می‌گویند که در ختم جنگ‌ها بالای کشورهای شکست خورده امضا می‌شود. شما گواه هستید که افغانستان در سه جنگ، شکسته خورده نیست.
و دیورند را معضل می‌داند:
خط دیورند ۶۰ سال می‌شود میان افغانستان و پاکستان معضل ایجاد کرده و این «خط سرطانی» آینده افغانستان را در هاله از ابهام قرار داده است.

آقای محمدی گفت که زمام‌داران پیشین افغانستان، برای کسب و حفظ قدرت‌شان، این خط را به رسمیت شناخته‌اند و ادعای مرزی افغانستان در این خصوص کاملاً بی‌اساس و بی‌پایه است.
وی در فراخبر گفت:
مشکل افغانستان با این رفت و آمدها و با این اسناد حل نمی‌شود و با این کارها پاکستان اعتراف نمی‌کند که این تروریست‌ها را ما فرستاده‌ایم. این دو کشور هفتاد سال است که اختلاف دارند و اختلاف شان بسیار عمیق است؛ یعنی باید اینطور تصور کنیم که این ساختمان خراب است؛ یعنی باید از دوباره خراب شود و دوباره درست شود و رهبران حکومت ما می‌خواهند این ساختمان را رنگ کنند. باید گفت که با این رفت و آمدها مشکلات میان این دو کشور حل نخواهد شد.
همچنین بیان می‌کند استقلال کشور با وجود خارجی‌ها زیر سؤال رفته:
پس از اعلام استقلال در دوران امان‌الله خان واقعاً استقلال داشتیم، در حال حاضر با وجودی که آزادی داریم اما استقلال ما زیر سؤال است. معاش تمام کارمندان و نیروهای ارتش را خارجی‌ها و به خصوص آمریکا می‌پردازد.

## آثار
- ما همه افغان نیستیم
- دیوروند: این دیوار مرگ را به رسمیت بشناسید
- تاریخ و تمدن تاجیکان
- چرا نوروز را تجلیل نکنیم
- شکوه و پهنه زبان فارسی
- افغانستان و طمع خام به بلوچستان
- پشتونستان‌خواهی، عامل تباهی افغانستان
- دو سوی خط دیورند؛ باتلاق تاریخ معاصر